# Distrikt Ocaña
Der Distrikt Ocaña liegt in der Provinz Lucanas in der Region Ayacucho in Südzentral-Peru. Der Distrikt wurde am 8. April 1929 gegründet. Er besitzt eine Fläche von 859 km². Beim Zensus 2017 wurden 2453 Einwohner gezählt. Im Jahr 1993 lag die Einwohnerzahl bei 4027, im Jahr 2007 bei 3444. Sitz der Distriktverwaltung ist die 2660 m hoch gelegene Ortschaft Ocaña mit 669 Einwohnern (Stand 2017). Ocaña liegt 82 km westnordwestlich der Provinzhauptstadt Puquio.

## Geographische Lage
Der Distrikt Ocaña liegt an der Westflanke der peruanischen Westkordillere im Südwesten der Provinz Lucanas. Der Río Vizcas, ein linker Nebenfluss des Río Grande, durchquert den Distrikt in westsüdwestlicher Richtung.
Der Distrikt Ocaña grenzt im Südwesten an den Distrikt El Ingenio (Provinz Nasca), im Westen an die Distrikte Llipata und Palpa (beide in der Provinz Palpa), im Nordwesten an den Distrikt Laramate, im Nordosten an den Distrikt San Pedro de Palco sowie im Südosten an den Distrikt Otoca.

## Ortschaften
Im Distrikt gibt es neben dem Hauptort folgende größere Ortschaften:
- Carmen Alto
- Pachaca
- San José de Tomate (330 Einwohner)
- San Juan de Dios de Saulama
- San Juan de Luren
- Santa Cruz de Habaspata
- Soncoche
- Tiracanche